# Brie
Brie je plísňový sýr s velmi měkkou, krémovou konzistencí, jemným, kompaktním těstem slámové barvy a pikantní chuti. Brie se vyrábí z kravského mléka, obsah tuku se pohybuje kolem 45 % až 60 %. Sýr má tvar malého kola s výškou kolem 2,5 cm, průměrem zhruba 35 cm a hmotností kolem 2,5 kg. Brie se nechává zrát minimálně 4 týdny, často až 10 týdnů. Zpravidla se podává tepelně neupravený v kombinaci s vínem.
Pravý brie se vyrábí ve stejnojmenné oblasti francouzského departementu Seine-et-Marne s centrem výroby v Meaux, a v části několika okolních departmentů.

## Druhy

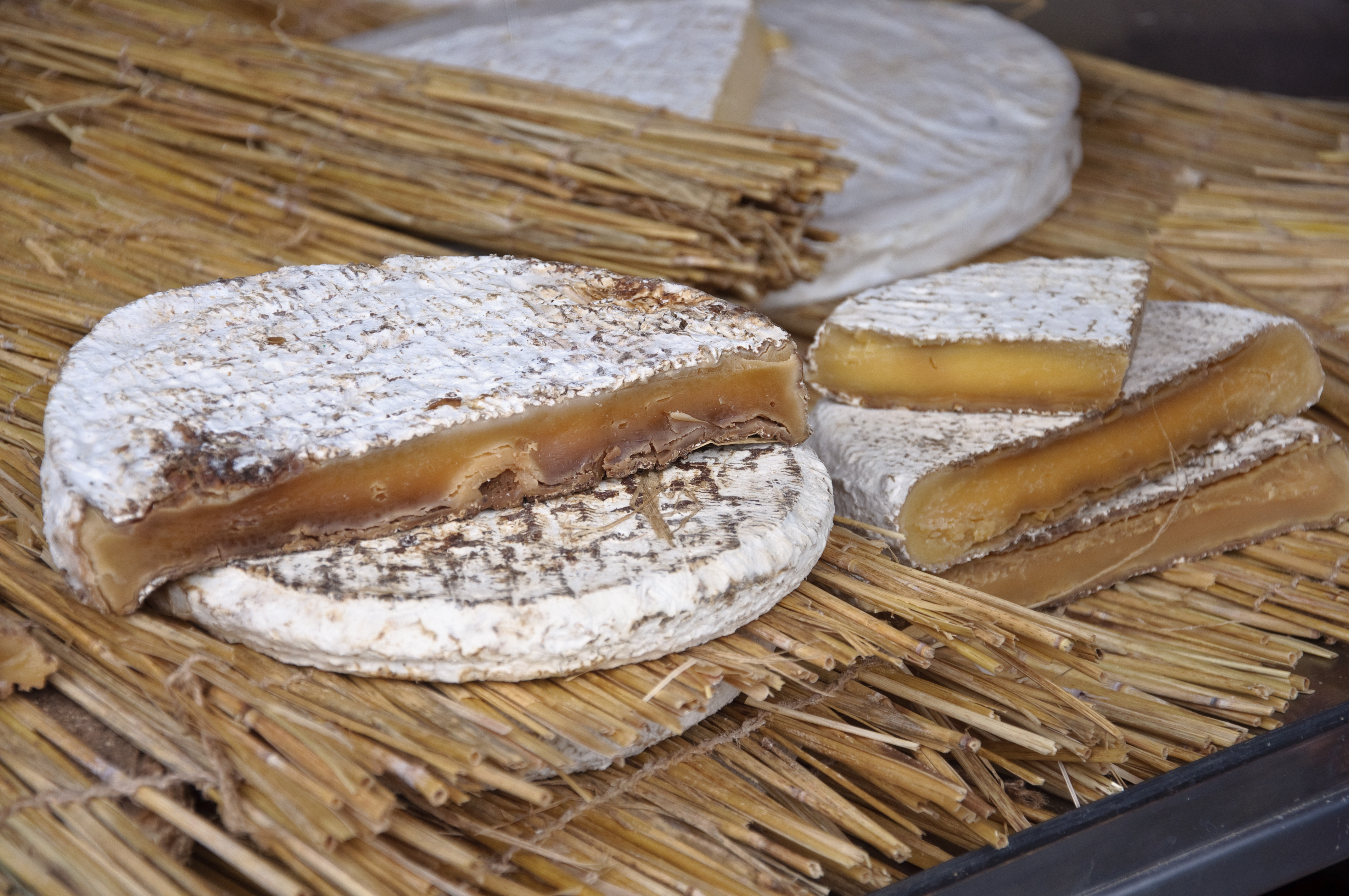
Zralý silně aromatický druh Brie noir

Oficiálně se rozeznávají dva druhy, Brie de Meaux a Brie de Melun, které jsou certifikované Appellation d'origine contrôlée. Mimo ty existuje ještě mnoho dalších, AOC necertifikovaných variant.
Brie de Melun je menší než Brie de Meaux, má výraznější chuť a při výrobě je použito více soli. Zraje déle, přibližně 10 týdnů.

## Historie
Brie se vyráběl kolem Paříže už v 8. století. Oblíbeným se stal po Francouzské revoluci. Roku 1980 získal ochranný certifikát Appellation d'origine contrôlée